# Lubbert Morrien
Lubbert Morrien (* im 15. Jahrhundert; † im 15. oder 16. Jahrhundert) war Drost des Amtes Werne und Domherr in Münster.

## Leben

### Herkunft und Familie
Lubbert Morrien entstammte dem westfälischen Adelsgeschlecht Morrien, das im Mittelalter und in der frühen Neuzeit eine der führenden Familien im Ritterstand war und von 1350 bis 1691 das Amt des Erbmarschalls im Hochstift Münster innehatte. Er wurde als Sohn des Erbmarschalls Gerhard Morrien (Erbauer der ersten Burg Nordkirchen) und dessen Gemahlin Ida von Bevern geboren. Sie war eine Erbtochter und so gelangte die Familie Morrien in den Besitz von Westbevern. Lubberts Bruder Gerhard war Erbmarschall und Domherr in Münster.

### Wirken
Am 5. Dezember 1478 übernahm Lubbert das von seinem Vorgänger Dietrich Wolf von Füchteln abgegebene Amt des Drosten zu Werne. Hierfür zahlte er 1700 rheinische Goldgulden. Sein Bruder Gerhard bekleidete in den Jahren 1444 bis 1446 das Amt des Drosten zu Werne.
Am 12. Februar 1487 wurde Lubbert Domherr in Münster. Über seinen weiteren Lebensweg gibt es keine Informationen.